# Yves Eigenrauch
Yves Eigenrauch, né le 24 avril 1971 à Minden, est un footballeur allemand évoluant au poste de défenseur. Son club phare est le FC Schalke 04 dans lequel il reste 12 saisons et remporte notamment la Coupe UEFA 1996-1997.

## Biographie
Yves Eigenrauch commence sa carrière professionnelle à l'Arminia Bielefeld, son club formateur, et il y reste durant les saisons 1988-1989 et 1989-1990. Il rejoint ensuite le FC Schalke 04 en 2e division allemande et glane le titre de champion dès la première année. En 1996-1997, il participe à 8 matchs de la campagne victorieuse de son club en Coupe UEFA et réalise la passe décisive pour Marc Wilmots lors de la finale aller remportée 1-0.
Yves Eigenrauch décide de prendre sa retraite sportive en 2002 après avoir connu deux saisons sur le déclin à la suite de blessures à répétition (7 matchs de championnats joués en 2000-2001 et aucun en 2001-2002). Bien que présent dans l'effectif de Schalke 04, cette situation l'empêche de pouvoir prendre part aux 4 finales disputées par son club lors de ces deux saisons (Victoires en Coupe d'Allemagne 2001 et 2002 et défaites en Coupe de la Ligue allemande 2001 et 2002).

## Palmarès
| Compétitions internationales        | Compétitions nationales                                                                             |
| - Coupe UEFA (1) - Vainqueur : 1997 | - Championnat d'Allemagne D2 (1) - Champion : 1991 - Championnat d'Allemagne - Vice-champion : 2001 |